# Kanton Montsalvy
Kanton Montsalvy (fr. Canton de Montsalvy) je francouzský kanton v departementu Cantal v regionu Auvergne. Tvoří ho 13 obcí.

## Obce kantonu
- Calvinet
- Cassaniouze
- Junhac
- Labesserette
- Lacapelle-del-Fraisse
- Ladinhac
- Lafeuillade-en-Vézie
- Lapeyrugue
- Leucamp
- Montsalvy
- Sansac-Veinazès
- Sénezergues
- Vieillevie